# Escragnollia meridionalis
Escragnollia meridionalis är en insektsart som först beskrevs av Jacobi 1908.  Escragnollia meridionalis ingår i släktet Escragnollia och familjen spottstritar. Inga underarter finns listade i Catalogue of Life.